# قرار مجلس الأمن التابع للأمم المتحدة رقم 1442
قرار مجلس الأمن التابع للأمم المتحدة رقم 1442، المتخذ بالإجماع في 25 تشرين الثاني / نوفمبر 2002، بعد إعادة التأكيد على جميع القرارات المتعلقة بالحالة في قبرص، ولا سيما القرار 1251 (1999)، مدد المجلس ولاية قوة الأمم المتحدة لحفظ السلام في قبرص لستة أشهر أضافية حتى 15 يونيو 2003.
وأشار مجلس الأمن إلى النداء الوارد في تقرير الأمين العام كوفي عنان للسلطات في قبرص وشمال قبرص للتصدي بشكل عاجل للوضع الإنساني المتعلق بالمفقودين. كما رحب بالجهود المبذولة لتوعية أفراد حفظ السلام التابعين للأمم المتحدة بالوقاية من فيروس نقص المناعة البشرية / الإيدز والأمراض الأخرى ومكافحتها.
وبتمديد ولاية قوة الأمم المتحدة لحفظ السلام في قبرص، طلب القرار من الأمين العام أن يقدم تقريراً إلى المجلس بحلول 1 حزيران / يونيو 2003 بشأن تنفيذ القرار الحالي. كما حث الجانب القبرصي التركي على إنهاء القيود التي فُرضت في 30 حزيران / يونيو 2000 على عمليات قوة الأمم المتحدة المؤقتة في قبرص واستعادة الوضع العسكري الراهن في ستروفيليا.

## روابط خارجية
- نص القرار في undocs.org